# Trevis Simpson
Trevis JeMar Simpson (Douglas, 5 settembre 1991) è un cestista statunitense.